# NORDCON
Der NordCon ist eine Convention zu den Themen Pen-&-Paper-Rollenspiel, Miniaturenspiel, Brettspiel und Liverollenspiel. Er findet seit 1997 jährlich im Mai oder Juni in Hamburg statt. Organisiert wird der NordCon von zwei Spiele-Vereinen aus dem Großraum Hamburg: Die Loge e. V. und Rollenspielclub Tornesch 94 e. V.
Neben der Durchführung der genannten Spiele ist die Veranstaltung geprägt durch ein Rahmenprogramm, zu dem die Veranstalter Autoren der deutschen Fantasyliteratur und der Rollenspiel-Szene einladen. Laut Angabe der Veranstalter ist der NordCon der „Europas größtes freies Event für fantastische Spiele und Literatur“. Mit bis zu 7.000 Besuchern ist er zumindest eine recht große Veranstaltung dieser Art in Europa.
Ursprünglicher Veranstaltungsort des NordCon lag im Hamburger Stadtteil Eimsbüttel. Danach fand die Veranstaltung einige Jahre in einer Schule in Hamburg-Horn statt. Derzeitiger Veranstaltungsort ist die Brüder-Grimm-Schule, die ebenfalls in Hamburg-Horn liegt.